# روگووو (شهرستان رپین)
روگووو (به لهستانی:  Rogowo) یک روستا در لهستان است که در گمینا روگووو (شهرستان رپین) واقع شده‌است.